# Friedrich Panzer (Sagensammler)
Friedrich Panzer (* 22. Oktober 1794 in Eschenfelden (Oberpfalz); † 16. November 1854 in München) war ein bayerischer Sagensammler und Architekt.
1813 machte er seinen Gymnasialabschluss am (heutigen) Wilhelmsgymnasium München.
Panzer war im bayerischen Staatsdienst als Architekt tätig, 1834 an der Ausgestaltung der Kapelle auf der Altenburg (Bamberg) beteiligt. 1839 wurde er Regierungsbaurat in München, 1843 Ministerialoberbaurat. 1852 wurde er Ritter des Verdienstordens vom heiligen Michael. 
Auf seinen Dienstreisen sammelte er Sagen, wobei er sich vor allem für diejenigen Erzählungen interessierte, in denen er Spuren alten Götterglaubens witterte. Seine Sagensammlung Bayerische Sagen und Bräuche (Bd. 1 1848, Bd. 2 postum 1855) vertrat daher die mythologische Sagendeutung, die heute abgelehnt wird. Das Werk zählt aber zu den Klassikern der historischen bayerischen Sagensammlungen. 